# Marko Kovjenić
Marko Kovjenić, slovenski nogometaš, * 2. februar 1993, Ljubljana.
Kovjenić je profesionalni nogometaš, ki igra na položaju vezista. Od leta 2024 je član avstrijskega kluba Esternberg. Ped tem je igral za slovenske klube Domžale, Radomlje in Zarico Kranj, slovaški ViOn Zlaté Moravce ter avstrijske Wels, Grün-Weiß Micheldorf, Blaue Elf Wels, Schwanenstadt 08, Schwanenstadt 08 in SV Pichl. Skupno je v prvi slovenski ligi odigral 50 tekem in dosegel dva gola. Bil je tudi član slovenske reprezentance do 18, 19, 20 in 21 let.